# Последний угон
«После́дний уго́н» — советский фильм режиссёра Бараса Халзанова. Производство Свердловской киностудии. Премьера состоялась 14 августа 1968 года.

## Сюжет
1918 год: в России идет гражданская война. Добралась она и до степей Бурятии. Кавалерийский отряд Красной армии располагается на отдых. Местные грабители ночью пытаются угнать их лошадей. Однако, лошади гибнут в пропасти. Красноармейцы попадают в трудную ситуацию — оказаться без коней посреди степи, когда рядом рыщут белоказаки, смертельно опасно.
Заместитель командира отряда Абдай (Барас Халзанов) среди захваченных конокрадов узнаёт своего односельчанина и понимает, для кого пытались угнать лошадей — для местного богача Гамзы, на которого когда-то он сам работал табунщиком. Абдай придумывает план, как добыть новых лошадей для отряда. Под видом коммерсанта он решает появиться в родном улусе и попытаться угнать лошадей у Гамзы. Много приключений придётся пережить Абдаю, не раз жизнь его будет висеть на волоске, но он сделает всё, чтобы осуществить задуманное и спасти свой отряд.

## В ролях
- Барас Халзанов — Абдай
- Асанбек (Арсен) Умуралиев — Гамзаа
- Лариса Егорова — Мэдэгма
- Дагба Дондуков — Балбар
- Гомбожап Цыдынжапов — Жонды, дядя Абдая
- Буда Вампилов — Гулваа
- Владимир Маренков — командир
- Владимир Лаптев — красноармеец
- Цэдэн Дамдинов — эпизод
- Владимир Покровский — эпизод

## Съемочная группа
- Барас Халзанов — режиссёр
- Барас Халзанов, Александр Столпер — сценарий
- Сергей Гаврилов — оператор
- Евгений Крылатов — композитор

## Технические данные
- драма, художественный, чёрно-белый, широкоформатный, моно